# Pilchenia
Pilchenia (лат.) — род вымерших сумчатых млекопитающих из отряда ценолестов (Paucituberculata). Ископаемые остатки известны из олигоценовых пород провинции Чубут (Аргентина).

## Систематика
Учёные не пришли к единому мнению, к какому семейству отряда ценолестов принадлежит род: Caenolestidae или Palaeothentidae, к которому род относят с 2010 года.
По данным сайта Fossilworks, на май 2017 года в род включают три вымерших вида:
- Pilchenia antiqua Goin et al., 2010
- Pilchenia intermedia Goin et al., 2010
- Pilchenia lobata Ameghino, 1904

Ещё один вымерший вид, Pilchenia lucina Ameghino, 1904, перенесён в род Palaeothentes в 1978 году.